# Anne Lauber
Pour les articles homonymes, voir Lauber.
Anne Lauber est une compositrice, professeure de musique et cheffe d'orchestre canadienne née à Zurich en Suisse le 28 juillet 1943.

## Biographie
Elle commence l’étude de la musique à l’âge de 10 ans avec des cours privés de piano et de violon  à domicile. Puis décidée à faire une carrière musicale malgré l’opposition de ses parents, elle quitte le domicile familial et, grâce à une bourse de l'Association des musiciens suisses, entre au Conservatoire de Lausanne dès sa majorité obtenue. Elle étudie la composition et les matières théoriques, sous la direction d’András Kovács, un élève de Zoltán Kodály et obtient son certificat en 1967. Elle a également perfectionné sa technique en piano avec Jean Perrin et la composition avec Darius Milhaud.
Arrivée à Montréal le 30 octobre 1967, elle obtient la nationalité canadienne en 1972 tout en conservant la nationalité suisse. De 1974 à 1978 elle suit des cours privés avec André Prévost. Elle étudie ensuite à l’Université de Montréal avec Serge Garant et obtient une maîtrise en composition en 1982 et un doctorat en 1986. Elle s’intéresse également à la direction d’orchestre et prend des cours avec le chef Jacques Clément pour se préparer à l’enregistrement de la musique du film L'Affaire Coffin et en 2012 avec Dina Gilbert avant son concert avec l’Orchestre symphonique de l’État de Mexico.
Elle reçoit plusieurs subventions du Conseil des Arts du Canada, du Ministère des Affaires culturelles du Québec, de la Société Radio-Canada et de l'Association des musiciens suisses. L'Orchestre symphonique de Québec, l'Orchestre symphonique de Toronto, le Concours de musique du Canada et d'autres organismes lui ont commandé des œuvres. Ses pièces ont été jouées par plusieurs orchestres au Québec,, ailleurs au Canada ainsi qu'en Europe, en Argentine, en Afrique du Sud, au Japon, en Corée, et au Mexique. Elle a reçu la mention Most Distinguished du World Music Competition IBLA Grand Prize 2011 pour la pièce Nicolodi concerto. Elle a enseigné à l'Université de Montréal, à l'Université du Québec à Montréal durant 25 ans, à l'Université Concordia et à l'Université du Québec à Trois-Rivières.
Elle est membre de la Ligue canadienne des compositeurs et a été vice-présidente du Centre de musique canadienne (Montréal) de 1985 à 1987 et présidente de 1987 à 1992.
Son fils Tristan Lauber, pianiste, détient un doctorat en musique de l’Université de Montréal et a participé à la création de son 2e concerto pour piano.

## Interprète

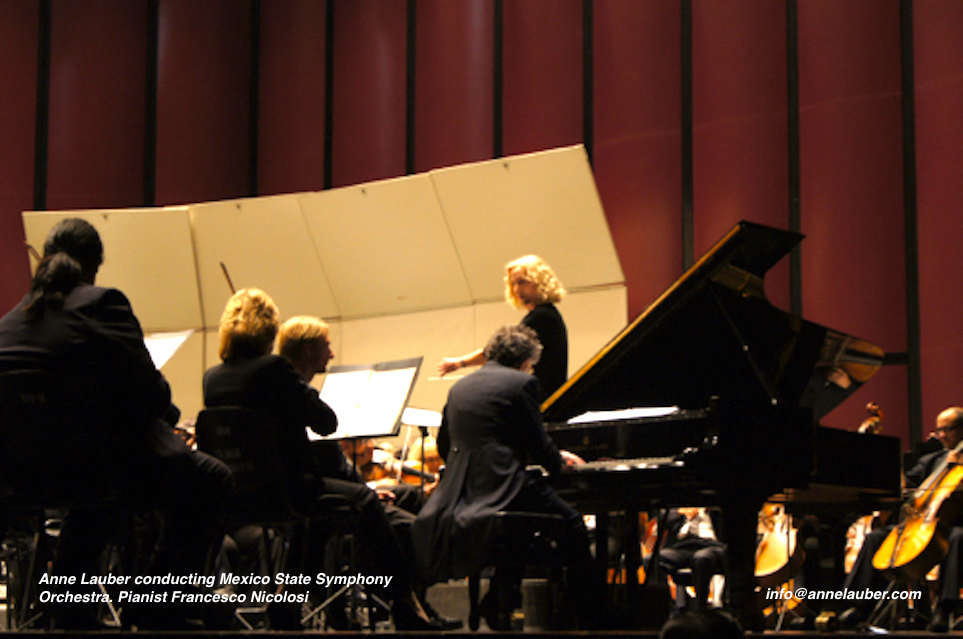
Anne Lauber dirigeant l'orchestre symphonique national (Mexique)

### Cheffe d'orchestre invitée
- 2012 : Orquesta Sinfonica del Estado de Mexico : « Nicolosi concerto »
- 2014 : Seoul Songpa National Philharmonic : « Arirang concerto »

### Cheffe titulaire
- 1989-91 : Orchestre des jeunes de ville d'Anjou[7]
- Depuis 2010 : Orchestre à cordes de Sutton[8]

## Liste de ses compositions
Toutes les compositions sont disponibles sous forme de partitions ou d'enregistrements au Centre de musique canadienne.

### Orchestre
- Divertimento (1970)
- Concerto pour orchestre à cordes (1976)
- Poème pour une métamorphose (1978)
- Osmose (1980)
- Colin-Maillard (1982)
- Ouverture canadienne (1989)
- Circus (1999)

### Soliste et orchestre
- L'Affaire Coffin, film (1979) ; Orchestre civique des jeunes de Montréal, Anne Lauber, chef d'orchestre
- Fantaisie sur un thème connu (1980)
- Valse concertante (1981 et rév. 1983)
- Concerto (1983), quatuor à cordes
- Concerto (1986), violon
- Concerto « Three Moods for Doublebass » (1988)
- Serenata Espania (pour guitare et orchestre) (1998)
- Concerto pour piano no 1 (1988)
- Concerto pour piano no 2 (2001)
- Concerto pour piano no 3 (Nicolosi concerto) (2012)
- Concerto pour violon no 2 (2007)
- Arirang concerto (2014)

### Chœur et orchestre
- Cantate 3 (1996), une œuvre qui réunit les 3 grandes religions monothéistes : juive, chrétienne et musulmane[10]
- Requiem (1989)
- Jesus Christus (Oratorio 1984)

### Chœur et petit ensemble
- Chants liturgiques (1998)

### Théâtre
- Au-delà du mur du son / Beyond the Sound Barrier, conte symphonique (P. Tardif-Delorme) (1983)

### Musique de chambre
- Mouvement pour alto et piano (1979)
- Mouvement pour violoncelle et piano (1980)
- Intermezzi pour contrebasse (ou violoncelle) et piano (1987) (il existe une version pour orchestre)
- Piano quartet (1988)
- Suite pour quatuor à cordes (1991)
- Arabesque pour guitare solo
- Portrait d'un musicien (hommage à Prokoviev 1991) quatuor à cordes

### Clavier
- Cinq pièces pour orgue (1978)
- Le Petit prince (1979)
- Monologue (1980)
- Scherzo (1989)
- Mini cirque (pour piano 2 et 4 mains (2000) (il existe une version pour orchestre)
- Variations pour enfants sages (piano solo pour jeunes élèves)

### Chœur ou voix
- Trois poèmes de Monika (M. Mérinat) (1976)
- Quatre mélodies (Saint-Denys Garneau) (1979)
- Contrastes (Lauber) (1980)
- La joue de la poupée (M. Mérinat) (1982)
- Jesus Christus, oratorio (B. Lacroix) (1984)
- Requiem (1989)

### Voix et piano
- Petite suite pour une grande catastrophe (2000) (pour mezzo soprano et piano)

### Conte symphonique (plutôt que théâtre)
- Au-delà du mur du son (1983) (narrateur et orchestre)

### Pour jeune public et concert famille
- Circus et Mini-cirque (version orchestrale)

### Musique de film
- 1980 : L'Affaire Coffin de Jean-Claude Labrecque
- 1981 : Marie Uguay de Jean-Claude Labrecque
- Les minutes du Patrimoine : publicité
- Les terribles vivantes : Office national du film du Canada
- Le sorcier : Télé-Métropole
- Les marchés de Londres : Office national du film du Canada
- L'aura des Mots : Office national du film du Canada

### Œuvres sur disques
- L'Affaire Coffin : Orchestre civique de Montréal, dir. Anne Lauber, Françoise Gélinas, piano (SNE 503)
- Le petit prince : Françoise Gélinas, piano, Tristan Lauber, narrateur (SNE 503)
- Au-delà du mur du son : Orchestre des jeunes de Montréal, dir. Michel Tabachnik (SNE 527)
- Fantaisie sur un thème connu : Orchestre des jeunes de Montréal, Tristan Lauber, piano (SNE 527)